# لمزامزة (لحساسنة)
لمزامزة هي إحدى مشيخات المملكة المغربية، تتبع جغرافيا لإقليم برشيد وإداريًا للحساسنة. يقدر عدد سكانها بـ 9495 نسمة حسب الإحصاء الرسمي للسكان والسكنى لسنة 2004.